# Nightmares (canção de Chris Brown)
"Nightmares" é uma canção gravada pelo cantor estadunidense Chris Brown de seu décimo primeiro álbum de estúdio 11:11. A canção foi lançada como terceiro single do álbum em 7 de novembro de 2023.

## Composição
"Nightmares" é uma canção afrobeats e dancehall, escrita por Chris Brown, Byron Messia, o cantor jamaicano Sean Kingston e o rapper estadunidense HoodyBaby, com sua produção sendo tratada por Ryan Press ao lado de seus escritores.

## Videoclipe
Em 7 de novembro de 2023, Brown postou o videoclipe de "Nightmares" em sua conta no YouTube. O vídeo foi filmado em agosto de 2023 no Tivoli Gardens, Kingston, e dirigido por Travis Colbert e pelo próprio Chris Brown.

## Faixas
| Digital download and streaming |                                   |         |  |
| N.º                            | Título                            | Duração |  |
| 1.                             | "Nightmares" (feat. Byron Messia) | 2:30    |  |

## Desempenho nas paradas musicais

### Gráficos semanais
| Gráficos (2023)                  | Melhor posição |
| -------------------------------- | -------------- |
| Nova Zelandia (RMNZ Hot Singles) | 25             |

## Histórico de lançamento
| País    | Data                  | Formato                         | Edição          | Gravadora | Referência |
| ------- | --------------------- | ------------------------------- | --------------- | --------- | ---------- |
| Mundial | 7 de novembro de 2023 | fluxo de mídia descarga digital | Versão original | RCA CBE   | [ 5 ]      |